# Ceylonschwalm
Der Ceylonschwalm oder Ceylonfroschmaul  (Batrachostomus moniliger) ist ein nachtaktiver Vogel aus der Familie der Eulenschwalme.

## Merkmale
Der 19 bis 23 cm lange Vogel ist an der Oberseite rotbraun gefärbt mit weißen Flecken und gelbbraunen Bändern. Die Kehle ist weiß und der Bauch cremefarben bis weißlich gefärbt. Wie bei allen Froschmäulern bietet das Federkleid eine vorzügliche Tarnung, besonders wenn der Vogel auf einem Ast sitzt.
Der große flache Schnabel hat Borsten am Schnabelansatz und eine riesige froschmaulartige Öffnung. Die Tiere sind schlechte Flieger mit kurzen runden Flügeln und stumpfen Schwänzen.
Die beiden Geschlechter ähneln einander und sind schwierig zu unterscheiden.

## Vorkommen
Der Ceylonschwalm lebt in Regen- und Sekundärwäldern auf Sri Lanka und in Südwestindien. Manchmal ist der Ceylonschwalm auch in vom Menschen beeinflussten Gebieten anzutreffen, besonders in Plantagen. Meist wird es aber aufgrund seiner heimlichen, nächtlichen Lebensweise und seiner sehr guten Tarnung übersehen.

## Verhalten
Dieser Vogel ist eine baumbewohnende Art, die jedoch den größten Teil ihrer Nahrung nach einem kurzen Flug von einer Sitzwarte herab auf dem Boden erbeutet. Froschmäuler dieser Gattung können anscheinend besser fliegen als die Arten der Gattung Podargus. Tagsüber ruht der Vogel in den Bäumen. Nachts jagt er von einem Ansitz aus Skorpione, Tausendfüßer, Schnecken, Reptilien, Amphibien, kleine Vögel und Nagetiere.

## Fortpflanzung
Ein einzelnes weißes Ei wird in ein kissenähnliches kleines Nest gelegt, das aus Daunen des Ceylonschwalms selbst gefertigt und mit Moos, Flechten, Baumrinde und Spinnweben ausgekleidet ist. Das Nest befindet sich in aller Regel in einem hohlen Baumstamm oder einer in Bäumen entstandenen Halb-Höhle, wobei der Eingang eher eng bis sehr eng sein sollte.
Die Brutzeit erstreckt sich in Südindien von Januar bis April und auf Sri Lanka von Februar bis März. Das Ei wird im Regelfall tagsüber vom Männchen und nachts vom Weibchen und gelegentlich vom Männchen bebrütet, soweit die Geschlechter unterscheidbar sind. Nachdem das Küken geschlüpft ist, wird das Nest vom Männchen zerstört. Die Eltern verwenden die Stelle des Nests für wiederholte Bruten. Die Jungvögel bleiben ein paar Monate bei ihren Eltern, suchen sich aber später ein eigenes Revier.